# 4340 Dence
A 4340 Dence (ideiglenes jelöléssel 1986 JZ) a Naprendszer kisbolygóövében található aszteroida. Carolyn Shoemaker fedezte fel 1986. május 4-én.